# Prača, Dimitrovgrad
Prača (izvirno srbsko Прача) je naselje v Srbiji, ki upravno spada pod Občino Dimitrovgrad; slednja pa je del Pirotskega upravnega okraja.

## Demografija
V naselju živi 2 polnoletnih prebivalcev, pri čemer je njihova povprečna starost 73,5 let (73,5 pri moških in - pri ženskah). Naselje ima 2 gospodinjstev, pri čemer je povprečno število članov na gospodinjstvo 1,00.
|  |

| Demografija | Demografija     | Demografija     |
| Leto        | Št. prebivalcev | Št. prebivalcev |
| ----------- | --------------- | --------------- |
|             |                 |                 |
|             |                 |                 |
|             |                 |                 |
|             |                 |                 |
| 1948        | 172             |                 |
| 1953        | 158             |                 |
| 1961        | 115             |                 |
| 1971        | 52              |                 |
| 1981        | 27              |                 |
| 1991        | 7               | 7               |
| 2002        | 2               | 2               |
|             |                 |                 |

| Etnična sestava po popisu iz leta 2002 | Etnična sestava po popisu iz leta 2002 | Etnična sestava po popisu iz leta 2002 | Etnična sestava po popisu iz leta 2002 | Etnična sestava po popisu iz leta 2002 |
| -------------------------------------- | -------------------------------------- | -------------------------------------- | -------------------------------------- | -------------------------------------- |
| Bolgari                                | Bolgari                                |                                        | 2                                      | 100,0%                                 |
| Neznano                                | Neznano                                |                                        | 0                                      | 0,0%                                   |